# Charles Brodbeck
Charles Brodbeck (* 3. Oktober 1868 in Évian-les-Bains, Haute-Savoie, Frankreich; † 31. Dezember 1944 in Nottingham, England) war ein Schweizer Turner. Er nahm an den Olympischen Sommerspielen 1900 in Paris teil.